# Henryk Tudor (książę Kornwalii)
Henryk Tudor (ur. 1 stycznia, zm. 22 lutego 1511), drugie dziecko i pierwszy syn króla Anglii Henryka VIII Tudora i jego pierwszej żony Katarzyny Aragońskiej, córki Ferdynanda II Katolickiego, króla Aragonii. Starsza siostra Henryka, urodziła się trzy miesiące przed czasem i zmarła tego samego dnia.
Henryk od urodzenia nosił tytuł księcia Kornwalii. w późniejszym czasie miał przyjąć tytuł księcia Walii, zaś po śmierci Henryka VIII zostać kolejnym królem Anglii. Mały książę zmarł nagle 22 lutego. Przyczyny jego śmierci są nieznane.
Śmierć Henryka zasmuciła oboje rodziców. Głęboko religijna Katarzyna spędzała wiele godzin na modlitwie, klęcząc na zimnej, kamiennej podłodze, ku zaniepokojeniu dworu.
W 1514 r. Henrykowi i Katarzynie urodził się kolejny syn, również Henryk, który również zmarł w niemowlęctwie. Śmierć tych dzieci oraz fakt, że Katarzyna nie mogła urodzić oczekiwanego syna i następcy tronu sprawiła, że Henryk rozpoczął starania o rozwód, ale sprzeciw papieża doprowadził do zerwania z Rzymem i powstania Kościoła Anglikańskiego.